# Iunie 2011
Acest articol este generat integral pe baza informațiilor din articolul 2011 și este actualizat periodic de un robot.
 Editările făcute în articol vor fi șterse la următoarea actualizare! Dacă doriți să faceți modificări, editați articolul-sursă.

ianuarie -
februarie -
martie -
aprilie -
mai -
iunie -
iulie -
august -
septembrie -
octombrie -
noiembrie -
decembrie
Iunie 2011 a fost a șasea lună a anului și a început într-o zi de miercuri.

## Evenimente
- 11 iunie: S-a încheiat cea de-a 48-a ediție a Turului României. Ediția a fost câștigată de Andrei Nechita.
- 12 iunie: S-a încheiat cea de-a 10-a ediție a Festivalului Internațional de Film Transilvania.
- 20 iunie: Președintele tunisian, Zine El Abidine Ben Ali, și soția acestuia, au fost condamnați în contumacie la pedepse de 35 ani de închisoare și amenzi în valoare de 45 milioane euro pentru deturnare de fonduri. Procesul s-a ținut în absență.
- 20 iunie: Sudanul de Nord și Sudanul de Sud semnează un pact pentru demilitarizarea regiunii disputate Abyei și pentru a permite prezența forțelor etiopiene de menținere a păcii.

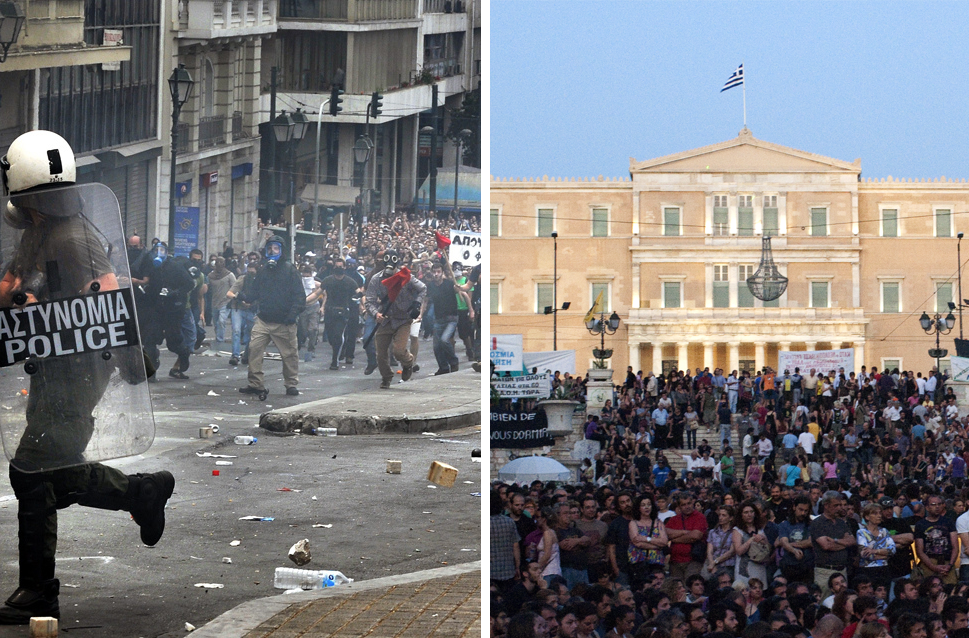
Proteste de amploare în Atena

- 21 iunie: Un pinguin imperial este reperat pe o plaja din Noua Zeelandă, pentru prima dată când acest lucru se întâmplă în 44 de ani.[1]
- 22 iunie: Câțiva experți în artă de la Muzeul Van Gogh din Amsterdam au concluzionat într-un studiu de peste 600 de pagini că tabloul "Autoportret" al pictorului Vincent van Gogh reprezintă, de fapt, un portret al fratelui artistului, Theo.[2]
- 27 iunie: Parlamentul Greciei a început dezbaterea privind măsuri de austeritate nepopulare menite să evite amenințarea de faliment printr-un pachet de salvare de 78 miliarde de euro.
- 27 iunie: Asteroidul 2011 MD, a trecut deasupra Antarcticii, la o distanță de circa 12.000 kilometri față de planeta noastră. El s-a aflat de circa 32 de ori mai aproape de Pământ decât Luna.
- 29 iunie: Proteste de amploare în Atena, după ce Parlamentul grec a adoptat un nou plan de austeritate pentru a face față crizei economice a țării.

## Decese
- 3 iunie: John Henry Johnson, 81 ani, fotbalist american (baseball), (n. 1929)
- 4 iunie: Dimi Mint Abba, 52 ani, cântăreață mauritaniană (n. 1958)
- 4 iunie: Lawrence Eagleburger, 80 ani, politician american, secretar de stat al SUA (1992-1993), (n. 1930)
- 5 iunie: Leon Botha, 26 ani, pictor și interpret de muzică, sud-african (n. 1985)
- 6 iunie: Matei Kiraly, 78 ani, inginer român (n. 1933)
- 7 iunie: Mircea Iorgulescu, 67 ani, critic, istoric și eseist literar român (n. 1943)
- 7 iunie: Jorge Semprún, 87 ani, scriitor spaniol (n. 1923)
- 8 iunie: Anatole Abragam, 96 ani, fizician francez (n. 1914)
- 9 iunie: Sergiu Mihail Tofan, 52 ani, deputat român (2000-2004), (n. 1959)
- 11 iunie: Giorgio Celli, 75 ani, politician italian (n. 1935)
- 12 iunie: Mihai Cârciog, 70 ani, om de afaceri din România (n. 1940)
- 12 iunie: Laura Ziskin (Laura Ellen Ziskin), 61 ani, producătoare americană de film (n. 1950)
- 18 iunie: Elena Bonner, 88 ani, militantă pentru drepturile omului, născută în Turkmenistan (n. 1923)
- 18 iunie: Frederick Jacob Chiluba, 68 ani, președinte al Zambiei (1991-2002), (n. 1943)
- 19 iunie: Paul Mocanu, 87 ani, actor român (n. 1924)
- 19 iunie: Paul Mocanu, actor român (n. 1924)
- 22 iunie: David Rayfiel, 87 ani,  scenarist american (n. 1923)
- 23 iunie: Peter Falk (Peter Michael Falk), 83 ani, actor american (Columbo), (n. 1927)
- 23 iunie: Dennis Marshall (Dennis Amos Marshall Maxwell), 25 ani, fotbalist costarican (n. 1985)
- 24 iunie: Tomislav Ivić, 77 ani, fotbalist și antrenor croat (n. 1933)
- 25 iunie: Martin Harry Greenberg, 70 ani, scriitor american de literatură SF (n. 1941)
- 25 iunie: Viktor Mihailov, 77 ani, fizician rus (n. 1934)
- 25 iunie: Viktor Mihailov, fizician rus (n. 1934)
- 27 iunie: Lina Magaia, 66 ani, scriitoare mozambicană (n. 1945)
- 28 iunie: Angélico Vieira (Sandro Milton Angélico Vieira), 28 ani, actor și cântăreț portughez (n. 1982)
- 30 iunie: Jimmy Roselli (n. Michael John Roselli), 85 ani, cântăreț american (n. 1925)